# 에도 도쿄 박물관

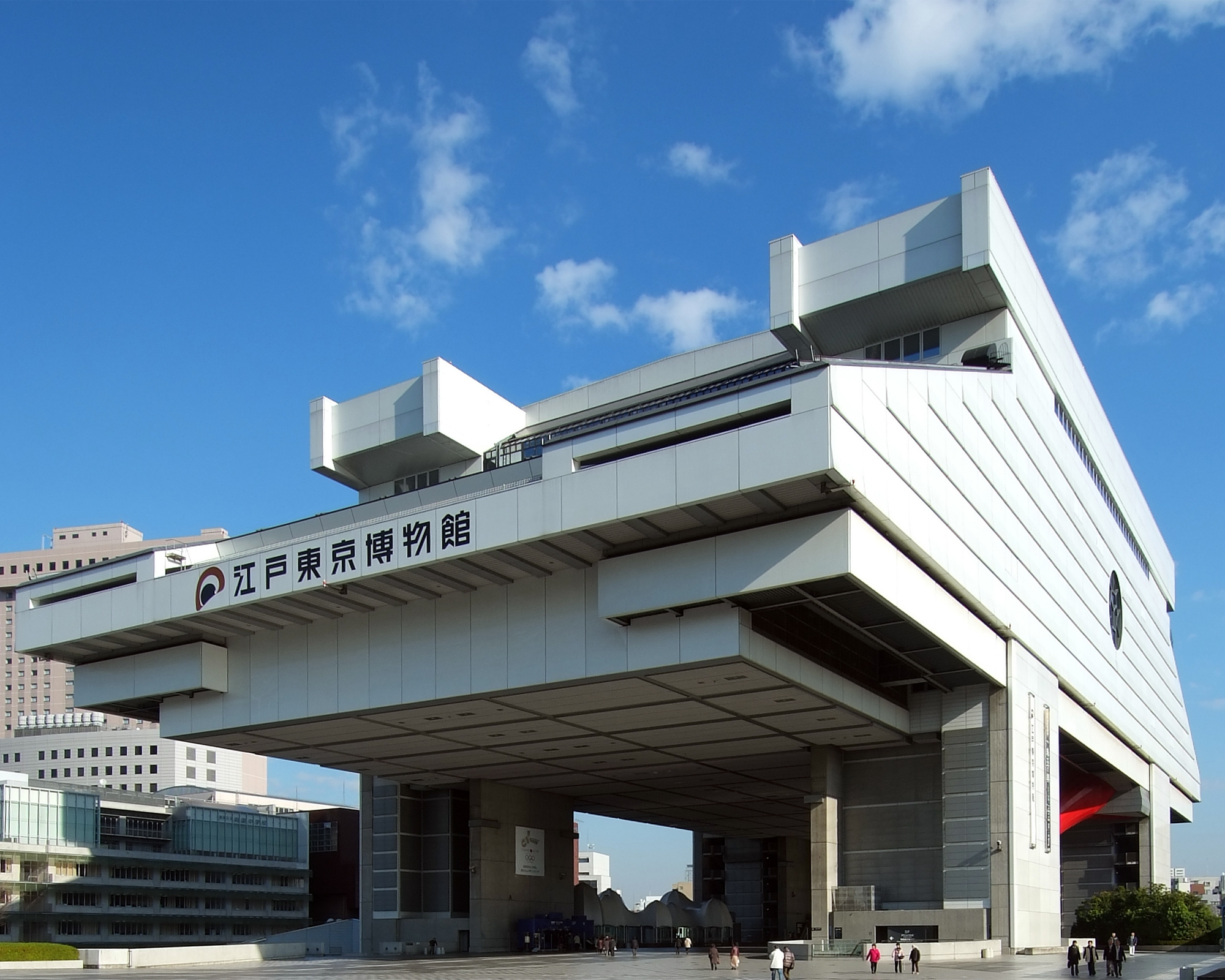
박물관의 외곽 모습.

에도 도쿄 박물관(일본어: 江戸東京博物館 에도도쿄하쿠부쓰칸[*] , Edo-Tokyo Museum)은 일본 도쿄도 스미다구에 위치한 박물관으로써, 1993년에 개관하였다. 초기 에도의 역사부터 1964년 하계 올림픽까지의 역사가 다루어져 있으며, 에도 시대의 실제 크기의 니혼바시와 에도 시대, 메이지 시대, 쇼와 시대까지의 건물들이 재현되어 있다. 주변에 료고쿠 국기관이 위치해있다.
키요노리 키쿠타케가 디자인했다. 박물관의 외관은 일본의 전통가옥인 쿠라주쿠리 스타일로 만들어졌다. 키쿠타케는 박물관이 전통 스타일의 건축 양식을 참조했지만, 현대적인 스타일의 디자인으로 건설했는데, 이에 관련하여 "일본 문화를 건축이라는 형태로 구체화 시킨 것"이라고 말했다. 지하 1층, 지상 7층으로 구성되어 있다. 1층에 기념품샵, 레스토랑, 매표소가 있다.